# Uru: Ages Beyond Myst
Uru: Ages Beyond Myst è un videogioco della saga di Myst sviluppato da Cyan Worlds, i creatori originali della serie, e pubblicato da Ubisoft, disponibile su singolo CD-ROM.
Sebbene i precedenti giochi di Myst avevano come sottofondo la cultura e la civiltà D'ni, erano tutti incentrati sulla storia della famiglia di Atrus; in questo gioco, invece, si esplora preminentemente la storia della civiltà D'ni stessa, esplorando diverse Ere scoperte dagli D'ni nel tempo. In Uru, ambientato ai tempi in cui il gioco è uscito, il giocatore non assume il ruolo dello Straniero, ma quello di sé stesso (o sé stessa). Il motore di gioco di Uru (e di Myst V, che ne costituisce una variante) è più sofisticato di quello degli altri giochi di Myst, e la grafica è costituita da un ambiente 3D completo calcolato in tempo reale (una prima versione era già presente in verità in RealMYST) invece di immagini prerenderizzate. Secondo i creatori, Uru fu ispirato da Snow Crash, un libro di Neal Stephenson che mostrava un successore di Internet basato sulla realtà virtuale.
(Rand Miller)

## Sviluppo
Chiamato in codice DIRT ("D'ni in real time": "D'ni in tempo reale"), poi MUDPIE ("Multi-User DIRT Persistent/Personal Interactive Entertainment/Experience/Exploration/Environment": "Esperienza/Intrattenimento/Esplorazione/Ambiente DIRT MultiUtente Persistente/Personale Interattivo) o più tardi semplicemente Myst Online, Uru trasporta i giocatori a "La Spaccatura", la vecchia casa dell'infanzia di Atrus nel Nuovo Messico, e li invita a "intraprendere il viaggio" verso D'ni, per restaurare l'antica civiltà in un modo diverso da come la vedeva il D'ni Restoration Council (DRC, Consiglio per la Restaurazione di D'ni). Come programmato all'inizio, Uru non sarebbe stato solo costituito da un gioco completo offline ("Uru Prime" in inglese), ma anche e preminentemente una componente on-line multigiocatore ("Uru Live" in inglese) che sarebbe cresciuta man mano che passava il tempo. Col disappunto dei giocatori, tuttavia, Uru Live venne cancellato a pochi mesi dal lancio; una versione senza più nuove aggiunte è stata poi resa disponibile con il nome di Untìl Uru.
Recenti sviluppi sembrerebbero promettere una possibilità di creare materiale personalizzato da aggiungere tanto al gioco offline che a quello online, e la pubblicazione di una serie di strumenti di sviluppo è stata promessa da Cyan qualche mese dopo l'apertura di Untìl Uru.
Uru usa una versione avanzata del motore di RealMYST chiamato Plasma. Cyan ha acquistato questo motore assieme alla Headspin, e lo ha notevolmente sviluppato per utilizzarlo nel loro progetto di Myst Online. Plasma rende sullo schermo quasi tutti gli oggetti, e l'avatar del giocatore. In aggiunta, Uru utilizza il motore Havok, il cui uso si nota specialmente girando attorno agli oggetti sul pavimento, come pietre o pezzi di legno. L'uso di Havok apparentemente avrebbe reso impossibile lo sviluppo di una versione Macintosh del gioco, non essendo disponibile una versione di Havok per quella piattaforma.

## Trama
La soluzione di puzzle rimane un tema predominante in Uru. I puzzle di Uru Prime sono ovviamente risolubili da un singolo giocatore, ma i giocatori di Uru Live potevano cimentarsi nella soluzione dei giochi anche in gruppo. Inoltre, alcuni dei puzzle di Uru Live potevano essere risolti solo da più di un giocatore.

### Uru Prime
La storia che si sviluppa a partire dalla semplice versione del gioco contenuto nella scatola originale, quando sono disponibili o programmate aggiunte acquistabili separatamente e non necessarie per fruire del prodotto originale, è spesso chiamato nel mondo dei videogiochi col nome di "Prime". Uru Prime è un normale gioco in prima persona, in cui il giocatore inizia l'avventura nei pressi di una piccola Gola in mezzo al deserto del Nuovo Messico alle pendici di un vulcano spento. Lì vicino, un uomo che si presenta come Zandi siede di fianco al suo camper, e incoraggia il giocatore ad "unirsi al viaggio" di esplorazione. Proseguendo nella Gola, si imbatte in un ologramma di Yeesha, la figlia di Atrus, che gli comunica un messaggio invitandolo a ricercare le tracce della vecchia città D'ni, ora morta. Il messaggio di Yeesha rimane alquanto misterioso per buona parte del gioco, e alla fine, dopo aver risolto i vari puzzle ed aver raggiunto la città perduta, essa riappare con un nuovo messaggio, anche se non è chiaro quale sia il vero ruolo del giocatore nel raggiungere lo scopo finale di Yeesha, o se ella non abbia in effetti utilizzato il giocatore per raggiungere i propri scopi rimasti in parte oscuri.

### Uru Live
Uru Live era lo sviluppo naturale di Uru in versione on-line multigiocatore. Secondo l'idea originaria doveva presentare gli sforzi dei giocatori per esplorare le antiche Ere degli D'ni, ora abbandonate, con il DRC impegnato ad aprire nuovi sentieri verso le nuove Ere man mano che venivano scoperte e ritenute sufficientemente stabili e rese sicure per l'esplorazione.
Uru Live fu sospeso dopo pochi mesi a causa di mancanza di iscrizioni. Il fondatore di Cyan Worlds, Rand Miller, annunciò la notizia della chiusura di Uru Live alla comunità di Myst il 4 febbraio 2004.
La versione definitiva pubblica di Uru Live, che doveva contenere la possibilità di chat vocale con gli altri giocatori, non vide mai la luce del sole, a causa della già visibile scarsità di collegamenti nel corso dei test pubblici cominciati nella seconda metà del novembre 2003.
A causa di questa versione semi-definitiva, però, l'idea di Uru Live creò un certo seguito di estimatori e siti di fan, e alle comunità di Untìl Uru ancora attive ad inizio 2006.
Nel maggio 2006, Cyan Worlds ha annunciato la rinascita di Uru Live in una nuova forma. Il gioco fu disponibile su abbonamento mensile. La nuova versione di Uru Live non richiedeva il possesso di una versione originale di Uru.
Uru Live è stato chiuso per la seconda volta il 10 aprile 2008.
Infine, Cyan Worlds ha dichiarato la riapertura di Uru Live in una nuova forma: gratuito e open source. Il gioco ha acquisito il titolo di Uru Live Again, ed è sostenuto dall'impegno e dalle donazioni dei fan della saga.

### Espansioni diUru
Al posto del defunto Uru Live, il materiale fino a quel punto sviluppato o in via di completamento fu riproposto in due espansioni per il gioco offline: Uru: To D'ni, che reintroduce in Uru il contenuto della città D'ni che precedentemente era riservato ai giocatori di Uru Live, e Uru: The Path of the Shell, che estende la storia di Uru Prime con la possibilità di esplorare alcune nuove Ere inedite originariamente pensate per una loro futura introduzione in Uru Live.
Le due espansioni non sono mai state rilasciate in italiano, cosa che rende il prosieguo di Uru non completamente fruibile da chi non comprende l'inglese, visto anche che con l'installazione delle espansioni l'intero gioco viene reinstallato in inglese.

#### Uru: to D'ni
To D'ni cercò di riempire il vuoto creato dalla scomparsa di Uru Live riproponendo il contenuto della città D'ni in un'espansione gratuita da scaricare dalla rete; il giocatore può esplorare i quartieri di Ae'gura, Bevin e Kirel, e il cosiddetto Grande Zero, il grande monumento che gli D'ni usavano come segnalatore GPS all'interno della caverna D'ni.
Tutti gli ambienti hanno un aspetto danneggiato e incompleto, probabilmente come messaggio di addio a Uru Live da parte di Cyan. La storia di To D'ni è molto limitata, ma presenta numerosi diari e trattati di storia D'ni (in particolare, del periodo dei re) lasciati dal DRC.

#### Uru: The Path of the Shell
La seconda espansione per Uru fu distribuita sia in forma tradizionale nei negozi, sia online, in due formati: come espansione per Uru Prime, o assieme a Uru Prime e to D'ni in un unico gioco col nome di Uru: Complete Chronicles. The Path of the Shell (letteralmente: il Percorso della Conchiglia, dal nome del simbolo che il giocatore deve seguire nel gioco) è molto più abbondante in contenuti rispetto al gratuito to D'ni. Il cuore del gioco risiede nel seguire le indicazioni di un antico testo D'ni scritto da un antico profeta noto al DRC come the Watcher (letteralmente: l'Osservatore, Colui che Guarda, il Veggente) sul ruolo futuro di un messia chiamato the Grower (il Coltivatore), che avrebbe ridato vita alla perduta civiltà D'ni. Yeesha fa di nuovo la sua comparsa nel gioco, mostrandosi alla fine come Colei che farà Rinascere gli D'ni.
La storia del futuro degli D'ni non si conclude con The Path of the Shell, ma ha il suo naturale proseguimento nel capitolo conclusivo della Saga di Myst, Myst V: End of Ages.

### Untìl Uru
Nell'agosto 2004, Cyan, in cooperazione con la comunità dei fan, ha presentato Untìl Uru, in cui server privati e gestiti dai fan, chiamati shards, fungono da porte d'accesso ad una nuova versione online di Uru. Cyan ha tenuto a sottolineare, comunque, che questo non era Uru Live: non ci sarebbe stato, infatti, alcun nuovo contenuto oltre a quello già completato per Uru Live. Inoltre, Untìl Uru non è compatibile con il contenuto di The Path of the Shell. Cyan ha rivelato che il nome "untìl" deriva dalle parole sumere "un", che significa popolo o comunità, e "tìl", che significa vivere o mantenere n vita. "Untìl Uru" dovrebbe quindi significare nella mente degli autori "la comunità mantiene Uru in vita".
Untìl Uru ha gli stessi contenuti e gli stessi bug della versione beta di Uru Live (il cosiddetto Prologo), con l'aggiunta della possibilità di chat vocale tra i partecipanti.
Il 14 febbraio 2006, sul sito di Untìl URU, Cyan ha annunciato la creazione di uno shard ufficiale grazie ad un finanziamento esterno.

### Ultimi Sviluppi
Sull'onda dell'entusiasmo di Uru Live e Untìl Uru, sono sorti numerosi progetti per cercare di integrare in Untìl Uru il contenuto di the Path of the Shell e per creare nuovo contenuto originale, molti dei quali però abbandonati.
Cyan stessa ha promesso, dopo l'apertura di Untìl Uru, il rilascio di una serie di strumenti per ampliare Uru con l'aggiunta di nuove Ere completamente scritte dai fan, ma questi strumenti non sono ancora stati rilasciati.
Nel novembre 2005, tuttavia, il progetto indipendente Alcugs ha sviluppato un pacchetto per creare nuove Ere sia per il gioco offline che per quello online.
L'impegno profuso dai fan di Myst e Uru ha trovato sbocco nell'annuncio a maggio 2006 della resurrezione di Uru Live.